# Tram ATM serie 6000
Le vetture tranviarie serie 6000 dell'ATM di Torino, ora del GTT, sono una serie di vetture tranviarie articolate a pianale integralmente ribassato. Appartengono alla famiglia Fiat Cityway.

## Storia
Le vetture serie 6000 furono progettate per l'esercizio sulle "linee di forza" della rete torinese.
Inizialmente le vetture dovevano essere monodirezionali, ma in seguito l'ATM mutò opinione, richiedendo delle vetture bidirezionali; per questo motivo le prime unità (da 6000 a 6005) furono consegnate in versione monodirezionale, mentre le restanti (da 6006 a 6054) bidirezionali.
I piani iniziali prevedevano l'acquisto di più lotti, fino a un totale di 180 unità, ma in realtà venne costruito solo il primo lotto, forse anche a causa dei problemi tecnici riscontrati su queste vetture.

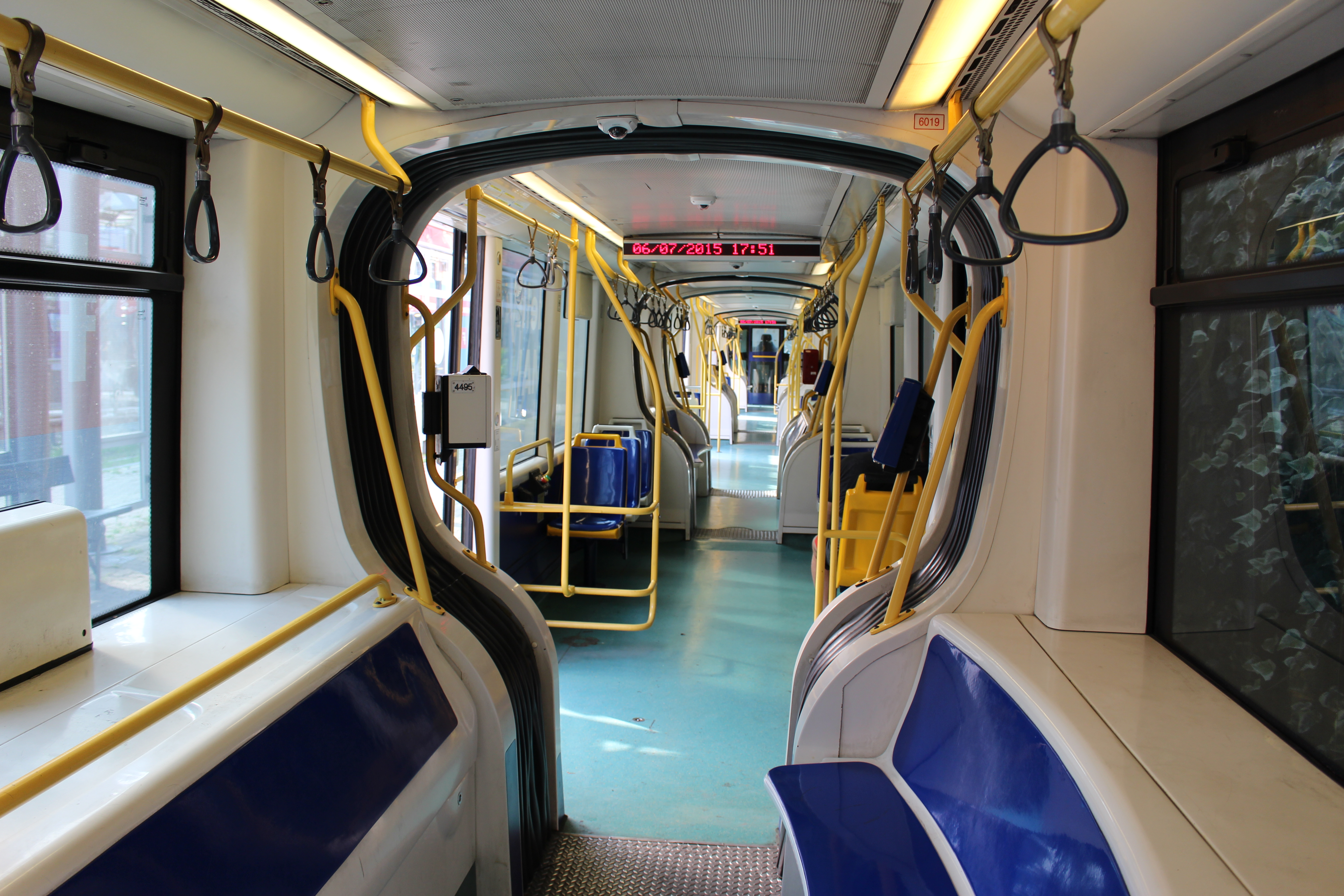
Interno del tram